# Balaurul (film)
Balaurul (titlu original în rusă Кащей Бессмертный - Koșcei Nemuritorul) este un film fantastic sovietic alb-negru din 1945 regizat de Alexandru Rou. A fost produs de Soyuzdetfilm. Rolurile principale au fost interpretate de actorii Sergei Stolearov și Georgy Millyar. Scenariul este scris de Rou și Miller pe baza unor basme și personaje din folclorul slav, personajul titular (în original, în limba rusă) Koșcei fiind principalul antagonist al filmului. În Regatul României a fost distribuit de Sovromfilm.

## Fundal
A fost filmat în timpul celui de-al doilea război mondial și a avut premiera de Ziua Victoriei (9 mai). Filmul poate fi interpretat ca o alegorie a invaziei germane în Uniunea Sovietică. "Ca un trăsnet din senin a venit Koșcei asupra regiunii Rus', a distrus totul, oameni au fost uciși și a răpit mii de femei." Dar, în cele din urmă, după multe greutăți, poporul rus a reușit să-i alunge pe invadatori din patria lor.

## Prezentare
O fată foarte frumoasă, Maria Morevna, îi dă viitorului său soț, puternicul războinic Nikita Kojemiaka, să rezolve trei ghicitori înainte de a se căsători cu el. Înainte de a apuca să dezlege ghicitorile, pământul rus este invadat de armatele lui Koșcei Nemuritorul, care aduc numai moarte și distrugere. Maria este răpită de Koșcei, iar Nikita își găsește locuința arsă din temelii. Nikita întâlnește un vrăjitor amabil care-i dă un coif al invizibilității. Cu acesta, eroul va găsi o modalitate de a-și salva mireasa și de a scăpa poporul său de Koșcei.

## Distribuție
- Sergei Stolearov - Nikita Kojemiaka
- Alexandru Șirșov - Bulat Balagur
- Galina Grigorieva - Maria Morevna
- Georgi Miller  - Koșcei Nemuritorul/magicianul
- Ivan Rijov  - băiat rău
- Sergei Troițki - stăpân
- Leonid Krovițki - judecător
- Sergei Filippov - călău
- Peter Galadzhev - străjer
- Ivan Bobrov - străjer
- Emmanuil Geller - străjer

## Producție
A fost produs de Soyuzdetfilm.  